# Ängsgröe
Ängsgröe (Poa pratensis) är ett blåskimrande, mycket vanligt gräs (familjen Poaceae). Arten är typart för Gräsordningen (Poales) och således även för familjen.

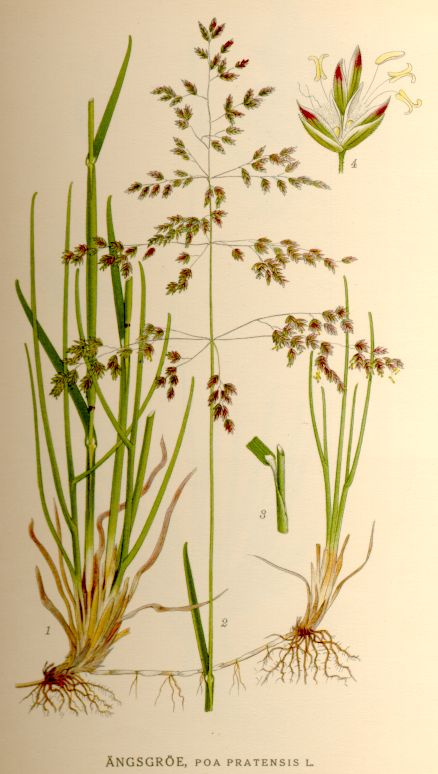
Ängsgröe.

## Habitat

### Utbredningskartor
- Norden
- Norra halvklotet 
  - Poa pratensis ssp angustifolia 
  - Poa pratensis ssp alpigena

## Användning
- Gräsmattor. Ängsgröe ger mattorna god slitstyrka, och används därför bland annat till fotbollsplaner, men kräver god tillgång till näring och vatten.
- Bete för boskap

## Namn
Pratensis (pratense) betyder på ängen, av latin pratum.
Ängsgröe heter på engelska bluegrass. Det namnet har givit upphov till både regionen Bluegrass (i Kentucky) i USA, och sekundärt musikgenren bluegrass.

### Svenska synonymer
- Blådaggigt ängsgröe
- Nordgröe
- Nordligt ängsgröe (ssp. alpigena)
- Silvergröe (ssp. subcaerulea)
- Skogsgröe (ssp. angustifolia)
- Smalbladigt ängsgröe
- Smalgröe
- Smågröe
- Smårapp
- Torvgröe (ssp. irrigata)

### Bygdemål
| Namn        | Trakt        | Ref.  | Kommentar |
| ----------- | ------------ | ----- | --------- |
| Jegar       | Västerbotten | [ 1 ] |           |
| Slåttergrå  |              | [ 2 ] |           |
| Slåttergräs |              | [ 2 ] |           |
| Ängsgrö     |              | [ 2 ] |           |